# Њупорт Бич (Калифорнија)
Њупорт Бич (енгл. Newport Beach) град је у америчкој савезној држави Калифорнија. По попису становништва из 2010. у њему је живело 85.186 становника.

## Демографија
Према попису становништва из 2010. у граду је живело 85.186 становника, што је 15.154 (21,6%) становника више него 2000. године.
| Група             | 2000.          | 2010.          |
| Белци             | 62.342 (89,0%) | 70.142 (82,3%) |
| Афроамериканци    | 371 (0,5%)     | 616 (0,7%)     |
| Азијати           | 2.804 (4,0%)   | 5.982 (7,0%)   |
| Хиспаноамериканци | 3.301 (4,7%)   | 6.174 (7,2%)   |
| Укупно            | 70.032         | 85.186         |